# Carl Friedrich Wilhelm Schall
Carl Friedrich Wilhelm Schall  (* 1756 in Erfurt; † 1800) war ein deutscher Jurist und Geologe.

## Leben
Carl Friedrich Wilhelm Schall wirkte Ende des 18. Jahrhunderts als Regierungs- und Gerichtsadvokat sowie als Aufseher des Mineralienkabinetts der Kaiserlich Leopoldinisch-Carolinisch Deutschen Akademie der Naturforscher in Erfurt.
Für seine beiden Schriften Oryktologische Bibliothek nach geographischer Ordnung und Anleitung zur Kenntniß der besten Bücher in der Mineralogie und physikalischen Erdbeschreibung verfasste der Ilmenauer Bergsekretär und spätere Bergrat Johann Karl Wilhelm Voigt jeweils die Vorrede.
Am 2. Mai 1791 wurde er unter der Matrikel-Nr. 932 mit dem akademischen Beinamen Salustius II. in die Kaiserlich Leopoldinisch-Carolinische Deutsche Akademie der Naturforscher aufgenommen.
Von seiner Korrespondenz sind 2 Briefe an Heinrich Friedrich von Delius erhalten geblieben.

## Schriften
- Oryktologische Bibliothek nach geographischer Ordnung. C. L. Hoffmanns sel. Wittwe und Erben, Weimar 1787 (Digitalisat)
- Anleitung zur Kenntniß der besten Bücher in der Mineralogie und physikalischen Erdbeschreibung. Zweyte vermehrte Ausgabe, C. L. Hoffmanns sel. Wittwe und Erben, Weimar 1789 (Digitalisat)